# Охаба (Хунедоара)
Охаба (рум. Ohaba) насеље је у Румунији у округу Хунедоара у општини Лапуђу Де Жос. Oпштина се налази на надморској висини од 228 m.

## Становништво
Према подацима из 2002. године у насељу је живело 165 становника, од којих су сви румунске националности.